# Rivière aux Outardes (rivière Châteauguay)
Pour les articles homonymes, voir Outarde et Rivière aux Outardes (homonymie).
La rivière aux Outardes est un affluent de la rivière Châteauguay. Elle traverse les municipalités de Hinchinbrooke et de Ormstown, dans la municipalité régionale de comté (MRC) de Le Haut-Saint-Laurent, dans la région administrative de la Montérégie, dans la province de Québec, au Canada.
La surface de la rivière est généralement gelée de la mi-décembre à la fin mars. La circulation sécuritaire sur la glace se fait généralement de fin décembre à début mars. Le niveau de l'eau de la rivière varie selon les saisons et les précipitations.

## Géographie
Les principaux bassins versants voisins sont :
- côté nord : rivière Châteauguay ;
- côté est : rivière Châteauguay, ruisseau Smith ;
- côté sud : rivière aux Outardes Est ;
- côté ouest : ruisseau Cluff, rivière Trout.

Le cours de la rivière aux Outardes débute à la confluence de plusieurs ruisseaux agricoles au nord du hameau Athelstan, à l'est de la rivière Trout, au sud-est du village de Huntingdon, au nord de la frontière entre le Canada et les États-Unis, ainsi qu'au sud de la route 202.
La rivière aux Outardes coule sur 11,8 km jusqu'à l'embouchure de la rivière aux Outardes Est, dans Hinchinbrooke ; puis 6,4 km jusqu'à son embouchure.
La rivière aux Outardes coule vers le nord-est en zones agricoles, plus ou moins en parallèle (côté sud) de la rivière Châteauguay, et en s'y rapprochant progressivement. La confluence de ces deux rivières est située 270 m en amont du pont de la route 138 enjambant la rivière Châteauguay et à 0,8 km en amont du pont du village de Ormstown enjambant la rivière Châteauguay.
Le chemin de la rivière aux Outardes longe la rivière aux Outardes (du côté sud), entre la montée Rockburn et l'embouchure. Le segment de rivière compris entre la "rivière aux Outardes Est" et l'embouchure, comporte six zones de rapides.

## Toponymie
Le toponyme rivière aux Outardes a été officialisé le 5 décembre 1968 à la Commission de toponymie du Québec.